# Nils Politt
Nils Politt (Colonia, 6 de marzo de 1994) es un ciclista profesional alemán que desde 2024 corre para el equipo UAE Team Emirates XRG.

## Palmarés

### Ruta
2016
- 3.º en el Campeonato de Alemania Contrarreloj

2017
- 3.º en el Campeonato de Alemania Contrarreloj

2018
- 1 etapa de la Vuelta a Alemania[2]

2019
- 2.º en el Campeonato de Alemania Contrarreloj

2021
- 1 etapa del Tour de Francia
- Vuelta a Alemania, más 1 etapa

2022
- Vuelta a Colonia
- 3.º en el Campeonato de Alemania Contrarreloj
- Campeonato de Alemania en Ruta

2023
- Campeonato de Alemania Contrarreloj

2024
- Campeonato de Alemania Contrarreloj

### Pista
2020
- Seis días de Bremen (junto a Kenny De Ketele)[3]

2025
- Seis días de Bremen (junto a Yoeri Havik)[4]

## Resultados

### Grandes Vueltas
| Carrera | Carrera         | 2013 | 2014 | 2015 | 2016 | 2017 | 2018 | 2019 | 2020  | 2021 | 2022 | 2023 | 2024 | 2025 |
| ------- | --------------- | ---- | ---- | ---- | ---- | ---- | ---- | ---- | ----- | ---- | ---- | ---- | ---- | ---- |
|         | Giro de Italia  | —    | —    | —    | —    | —    | —    | —    | —     | —    | —    | —    | —    | —    |
|         | Tour de Francia | —    | —    | —    | —    | 95.º | 87.º | 64.º | 120.º | 50.º | 55.º | 62.º | 75.º | 75.º |
|         | Vuelta a España | —    | —    | —    | —    | —    | —    | —    | —     | —    | —    | —    | —    | —    |

—: no participa
Ab.: abandono

### Clásicas y Campeonatos
| Omloop Het Nieuwsblad  | Omloop Het Nieuwsblad  | —             | —             | —             | 100.º | Ab.           | 83.º          | 19.º          | 47.º          | 10.º | 27.º | 7.º  | 2.º  | 50.º  |    |    |
| Kuurne-Bruselas-Kuurne | Kuurne-Bruselas-Kuurne | —             | —             | —             | 83.º  | 76.º          | 13.º          | Des.          | 37.º          | 7.º  | 46.º | 54.º | 26.º | 43.º  |    |    |
| Strade Bianche         | Strade Bianche         | —             | —             | —             | —     | 39.º          | —             | —             | —             | —    | —    | —    | —    | —     |    |    |
|                        | Milán-San Remo         | —             | —             | —             | —     | —             | 61.º          | 27.º          | —             | —    | —    | 21.º | —    | 134.º |    |    |
| E3 Saxo Classic        | E3 Saxo Classic        | —             | —             | —             | 47.º  | 70.º          | 54.º          | 6.º           | X             | —    | 72.º | 13.º | 7.º  | 18.º  |    |    |
| Gante-Wevelgem         | Gante-Wevelgem         | —             | —             | —             | —     | —             | —             | —             | 52.º          | —    | 79.º | 20.º | 27.º | 34.º  |    |    |
| A Través de Flandes    | A Través de Flandes    | —             | —             | —             | 110.º | 52.º          | 49.º          | 21.º          | X             | 38.º | 5.º  | 10.º | 12.º | Ab.   |    |    |
|                        | Tour de Flandes        | —             | —             | —             | 89.º  | 42.º          | 17.º          | 5.º           | 19.º          | 22.º | 47.º | 20.º | 3.º  | 66.º  |    |    |
| Scheldeprijs           | Scheldeprijs           | —             | —             | —             | —     | —             | —             | 59.º          | —             | 14.º | 16.º | —    | —    | —     |    |    |
|                        | París-Roubaix          | —             | —             | —             | Ab.   | 27.º          | 7.º           | 2.º           | X             | Ab.  | 22.º | 35.º | 4.º  | Ab.   |    |    |
| Flecha Brabanzona      | Flecha Brabanzona      | —             | —             | —             | —     | —             | —             | —             | —             | Ab.  | Ab.  | —    | 71.º | —     |    |    |
| Amstel Gold Race       | Amstel Gold Race       | —             | —             | —             | —     | —             | —             | —             | X             | —    | —    | Ab.  | —    | —     |    |    |
| Flecha Valona          | Flecha Valona          | —             | —             | —             | —     | Ab.           | —             | —             | —             | —    | —    | —    | —    | —     |    |    |
|                        | Lieja-Bastoña-Lieja    | —             | —             | —             | —     | —             | —             | 81.º          | —             | —    | —    | —    | —    | —     |    |    |
| Cyclassics Hamburg     | Cyclassics Hamburg     | —             | —             | —             | 132.º | 82.º          | 27.º          | 16.º          | X             | X    | 24.º | 8.º  | 36.º |       |    |    |
| JJ. OO. (Ruta)         | JJ. OO. (Ruta)         | No se disputó | No se disputó | No se disputó | —     | No se disputó | No se disputó | No se disputó | No se disputó | —    | ND   | ND   | 70.º | ND    | ND | ND |
| Mundial en Ruta        | Mundial en Ruta        | —             | —             | —             | Ab.   | 114.º         | —             | 19.º          | —             | 16.º | —    | Ab.  | —    |       |    |    |
| Mundial Contrarreloj   | Mundial Contrarreloj   | —             | —             | —             | —     | —             | —             | 22.º          | —             | —    | —    | 32.º | —    |       |    |    |
| Europeo en Ruta        | Europeo en Ruta        | X             | X             | X             | —     | —             | —             | —             | —             | —    | 95.º | —    | 43.º |       |    |    |
| Europeo Contrarreloj   | Europeo Contrarreloj   | X             | X             | X             | —     | —             | —             | —             | —             | —    | —    | —    | 7.º  |       |    |    |
| Alemania en Ruta       | Alemania en Ruta       | —             | —             | —             | 77.º  | 4.º           | 78.º          | 4.º           | —             | 6.º  | 1.º  | 11.º | 37.º | 7.º   |    |    |
| Alemania Contrarreloj  | Alemania Contrarreloj  | —             | —             | —             | 3.º   | 3.º           | 5.º           | 2.º           | —             | 4.º  | 3.º  | 1.º  | 1.º  | 4.º   |    |    |

—: no participa
Ab.: abandono
Des.: descalificado

## Equipos
- Team Stölting (2013-2015)
- Katusha-Alpecin (2015[1] -2019)
  - Katusha (2015-2016)
  - Katusha-Alpecin (2017-2019)
- Israel Start-Up Nation (2020)
- Bora-Hansgrohe[5] (2021-2023)
- UAE Team Emirates (2024-presente)
  - UAE Team Emirates (2024)
  - UAE Team Emirates XRG (2025-)